# Haus Mertens (Lüneburger Straße 23)

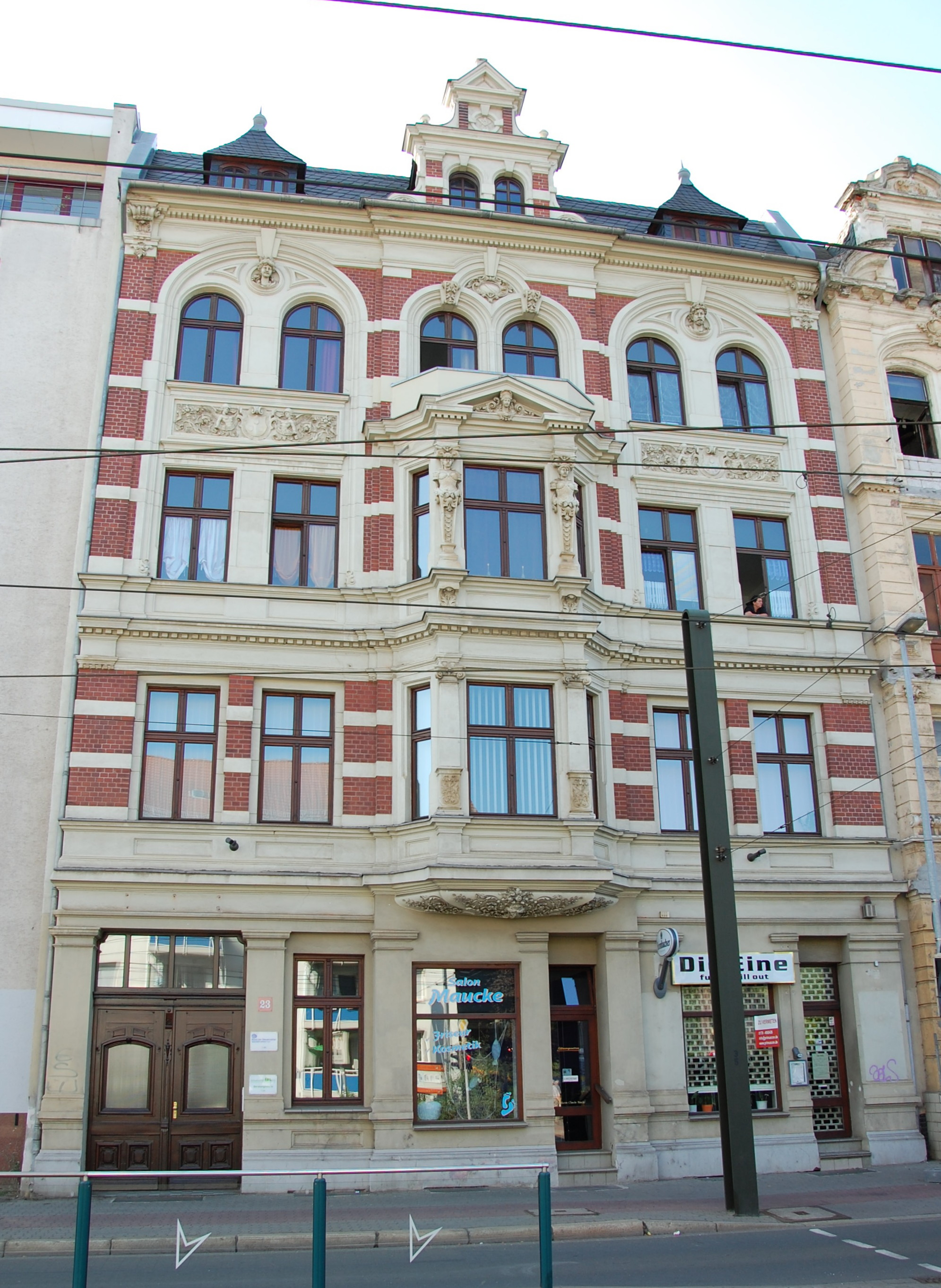
Lüneburger Straße 23, 2013

Das Haus Mertens ist ein denkmalgeschütztes Wohn- und Geschäftshaus in Magdeburg in Sachsen-Anhalt.

## Lage
Das Gebäude befindet sich auf der Westseite der Lüneburger Straße an deren nördlichen Ende im Magdeburger Stadtteil Alte Neustadt an der Adresse Lüneburger Straße 23. Nördlich des Hauses befand sich das 2013 abgerissene Baudenkmal Haus Mertens (Lüneburger Straße 22). Etwas weiter nördlich des Hauses verläuft die Bahnstrecke Berlin–Magdeburg, die hier über die Eisenbahnbrücke Lüneburger Straße die Lüneburger Straße überbrückt.

## Architektur und Geschichte
Der viergeschossige Ziegelbau wurde im Jahr 1893 für den Maurermeister Fritz Mertens im Stil der nördlichen Neorenaissance errichtet. Auf Mertens geht auch die Bezeichnung Haus Mertens zurück, die in gleicher Weise auch für das ehemals benachbarte Gebäude Lüneburger Straße 22 verwendet wird.
Die Fassade des repräsentativ gestalteten Gebäudes wird durch schmale, horizontal verlaufende Putzstreifen gegliedert. Im zweiten und dritten Obergeschoss sind jeweils zwei flache, profilierte Blendarkaden vorhanden, die zwei Fensterachsen umspannen. Die Zwickelfelder unterhalb der Rundbögen beherbergen zwei behelmte und bekränzte Kopfbüsten. Eine der Büsten stellt einen weiblichen, die andere einen männlichen Kopf dar. Am dritten Obergeschoss befinden sich in der Brüstungszone Stuckreliefs. In ihnen sind geflügelte, behelmte Wesen sowie Wappenfelder und Spruchbänder abgebildet. Das Erdgeschoss ist vollständig verputzt.
Mittig befindet sich straßenseitig ein flacher Risalit, vor dessen Fassade im ersten und zweiten Obergeschosses ein polygonaler Erker angeordnet ist. Als Verzierungen finden sich hier zwei Karyatiden-Hermen. Oberhalb des Erkers befindet sich auf dem Dach ein großer Dacherker. In seinem Giebelfeld ist ein Winkelmaß mit Zirkel abgebildet.
Im örtlichen Denkmalverzeichnis ist das Gebäude unter der Erfassungsnummer 094 16815 als Wohn- und Geschäftshaus verzeichnet.